# حسين إسماعيل الزين
حسين إسماعيل الزين، سياسي لبناني ابن إسماعيل الزين. من مواليد العام 1876 ميلادي في بلدة كفررمان.

## في السياسة
تولى مناصب عديدة في زمن الإنتداب الفرنسي ومنها:
- عضو اللجنة الإدارية عن الجنوب (1920 - 1922)م.
- عضو مجلس الشيوخ (1926 - 1927)م.
- عضو مجلس النواب الأول (1927 - 1929)م.

## وفاته
توفي في العام 1958 ميلادي.